# Música Nova às Sextas
Música Nova às Sextas (também conhecido como New Music Fridays) é um dia internacional para lançamento de singles e álbuns de música. O novo dia de lançamento global entrou em vigor a 10 de julho de 2015 em mais de 45 países, passando todos os registos fonográficos a serem lançados à sexta-feira como parte do Global Release Day.
O anúncio oficial foi realizado a 11 de junho de 2015 pela Federação Internacional da Indústria Fonográfica (IFPI), que representa a indústria musical mundial. Esta alteração consiste em que novas músicas estarão disponíveis no mesmo dia em todo o mundo em vez de dias de lançamento nacional diferentes como ocorria anteriormente.
Contudo, em alguns países, particularmente na Ásia, o repertório de música local será lançado em dias diferentes. Por exemplo, no Japão, as bandas nacionais continuarão a realizar os lançamentos às quartas-feiras, dois dias antes da data internacional definida.
A decisão da unificação da edição de produtos discográficos foi tomada pela organização com vista em "reduzir a pirataria" e "diminuir a frustração dos consumidores de música em relação aos diferentes dias estabelecidos para os lançamentos" na indústria.